# 金益魯

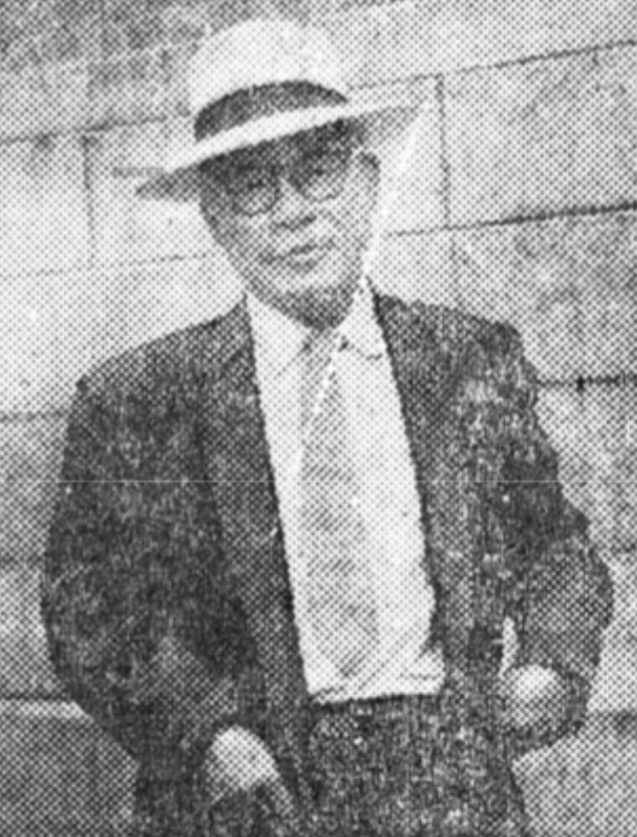
1958年ごろ

金 益魯（キム・インノ、朝鮮語: 김익노/金益魯、1904年または1905年4月15日または1907年 - 没年不明）は、日本統治時代の朝鮮および大韓民国の技師、ジャーナリスト、実業家、政治家。制憲・第2・3・4代韓国国会議員。
ハングル表記は「김익로」とも。

## 経歴
慶尚北道漆谷郡または迎日郡出身。漆谷普通学校、迎日公立普通学校、私立光南学校卒。東京農業大学実科受講。1933年より達城郡庁で勤務し、達城郡・大邱市農会技手を務めた。光復後は青年運動に参加し、三友工業株式会社社長、大邱市市政会長、南鮮民報社社長、韓国独立党慶尚北道党部組織部長・宣伝部長、独立新聞慶北支局長、制憲国会内務治安委員会委員・懲戒資格委員会委員長・財政経済委員会委員、第3代国会懲戒資格委員会委員長、迎日教育財団理事長、自由党慶北道党委員長、第4代国会全院委員会委員長を務めた。1948年の初代総選挙以降、迎日郡乙選挙区から4回連続当選したが、1958年5月の第4代総選挙での不正行為が発覚し、選挙無効が決定された。同年9月の再選挙で再び当選したものの、選挙過程における不正行為がまた明らかになったため、一家族や雇用者ら7人が起訴され、結局1959年11月に大法院から2度目の選挙無効判決を受けた。なお、1960年の再選挙にも立候補登録をした。

## 活動・評価
1948年7月、無所属倶楽部の代表として、国務総理などの要職に過渡政府人事と韓国民主党側の人物の起用を拒否する建議書を大統領の李承晩に伝えた。同年9月、国会議員26名と共に韓米行政移譲協定に対する反対声明を発表し、10月に国会議員18名と共に米軍の駐屯に反対する声明書を発表した。1949年2月、国会議員70名が外国軍の即時撤退を要請する南北統一に関する緊急決議案の提出に参加し、3月に自主的な南北平和統一のメッセージを国連韓国委員団に伝えることに賛成した。同月、附日行為者による謀利行為を粛清しようとする敵産対策協会宣言文に賛成した。同年5月からは反民族行為特別調査委員会に所属し、全国各地の反民族行為資料を調査する作業で慶尚北道の資料収集を担当した。1949年6月、駐韓米国軍事顧問団の設置を歓迎する声明の発表に参加し、8月、国会フラクション事件により裵重赫、金英基、元長吉、車庚模と共に拘束されたが、その後金と元と共に拘束令状の執行から除外された。1950年1月、内閣責任制を目指す憲法改正案への同意を表明したが、10日後に同意を撤回した。同年3月、無所属議員16名と共に議員の良心の自由の保障を強調する声明を発表した。4月、趙炳玉を後任の国務総理に推薦する連署に署名した。1952年4月、内閣責任制改憲案の反対側に立った。同年7月4日、抜粋改憲案の通過に一助し、9月に院外自由党に入党した。また、1954年9月、李承晩大統領の3選制限を撤廃するための改憲案に捺印し、同年11月29日の四捨五入改憲を通過させるのにも一助した。
特に抜粋改憲、四捨五入改憲などでの活躍により、李承晩の政治権力の強化に加担したとの評価がある。